# Kulyash Baiseitova
Kulyash Baiseitova (kazakh : Күләш Жасынқызы Бәйсейітова ; russe: Куляш Жасымовна Байсеитова), née le 2 mai 1912 et morte le 6 juin 1957 à Moscou, est une chanteuse d'opéra kazakh soviétique. Elle est la plus jeune des 13 premières personnes à recevoir le prix de l'artiste du peuple de l'URSS en 1936.
En 1928, Kulyash Baiseitova est diplômé du collège pédagogique d'Almaty. En 1930, elle rejoint le théâtre dramatique kazakh où elle joue notamment les rôles d’Agafi Tikhonovna (Le mariage de Nicolas Gogol) et Claudia (Le sous-marin de M. Triger).
À partir de 1934, elle est soliste du théâtre musical kazakh.
Kulyash Baiseitova décède à l'âge de 45 ans le 6 juin 1957, d'une attaque cardiaque dans un hôtel de Moscou.
Le Théâtre national de l'opéra et du ballet qui se trouve à Astana, du Kazakhstan porte son nom. Né en 2000, c'est un des théâtres lyriques les plus récents du Kazakhstan, symbole du renouveau du pays, il accueille des spectacles classiques et modernes et contribue au développement de la vie artistique du pays.

## Distinctions
- Artiste du peuple de l'URSS : 1936